# Impreglon
Die Impreglon GmbH mit Stammsitz in Lüneburg war ein auf Oberflächen-Beschichtungen spezialisiertes Unternehmen. Das Unternehmen verfügte über 31 Produktionsstätten in 14 Ländern. Impreglon beherrschte mehr als 5000 Beschichtungsverfahren. Das Unternehmen war Zulieferer im Maschinenbau und der Automobilbranche und fußte stark auf Reparatur und Revision im Aftermarket.

## Geschichte
Im April 1983 gründete der spätere Vorstandssprecher Henning J. Claassen das Maschinenbau-Unternehmen „Meltex“ in Lüneburg. Sechs Jahre später wurde die Maschinenbau-Sparte verkauft und das neue Unternehmen Impreglon wurde zu einem international ausgerichteten Dienstleister für Oberflächentechnik. Zwischen 2001 und 2013 wurden sieben Tochterfirmen und 17 weitere Unternehmen einverleibt. Am 31. Mai 2006 ging das Unternehmen an die Börse und war im Entry Standard gelistet. Im Jahr 2014 übernahm die niederländische Aalberts-Gruppe die Impreglon GmbH, im Zuge dessen das Unternehmen erneut in eine GmbH umgewandelt wurde und die Aktionennotation erlosch. Seit 2015 fungierte Jörn Großmann als alleiniger Geschäftsführer. 2019 schlossen sich die AHC- und Impreglon-Gruppe zu  Aalberts surface treatment zusammen.